# Genderation
Genderation és un documental alemany de 2021 dirigit per Monika Treut. Es va estrenar a la secció Panorama de la Berlinale, on també va guanyar un premi del públic. S'ha subtitulat al català.
Es va estrenar a les sales de cinema alemanyes el 21 d'octubre de 2021 amb la distribuïdora Edition Salzgeber. Es va projectar en més de 40 festivals internacionals de cinema a Espanya, Polònia, Portugal, Lituània, Taiwan, França, Itàlia, EUA, Canadà o Corea. Habitualment es projecta conjuntament amb la pel·lícula anterior Gendernauts (1999), dirigida per la mateixa Treut. Gendernauts va ser una de les primeres pel·lícules a retratar la comunitat transgènere a San Francisco. Vint anys després, Treut torna a donar veu als personatges pioners que van protagonitzar la seva primera pel·lícula per entendre què ha canviat, tant en les seves vides —les seves carreres professionals, les seves famílies, el seu treball com a activistes—, sinó també per saber què en pensen, de les noves polítiques antitrans de Donald Trump i de la gentrificació de la ciutat de San Francisco per part de la indústria tecnològica.
Està corproduïda per de Hyena Films juntament amb ZDF/3sat, amb el suport de MOIN Filmförderung Hamburg Schleswig-Holstein i Nordmedia.

## Premis i reconeixements
- Premi del Públic Panorama, Berlinale 2021
- Premi de Cinema SiStar[2]
- Festival Internacional de Cinema Queer de Porto, menció especial[3]
- Acadèmia del Cinema Alemanya, preselecció com a millor documental